# Wierzchołek (grafika 3D)

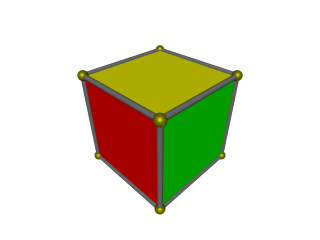
Vertexy sześcianu

Wierzchołek (ang. vertex z łac.) – podstawowe pojęcie grafiki trójwymiarowej opartej na tzw. siatkach wielokątów, oznaczające wierzchołek zanurzony w modelowanej przestrzeni trójwymiarowej, będący końcem pewnego odcinka (krawędzi, krzywej sklejanej). Wierzchołek może wraz ze swoim położeniem nieść także informacje, takie jak: kolor, współrzędne mapowania tekstur (ang. texture co-ordinates) czy waga (istotna w procesie riggowania).

## Fakty
- Najprostszym zdefiniowanym obiektem składającym się z dwóch wierzchołków jest linia lub krawędź.
- Wielokąty składają się również z wierzchołków, a gęstość ich rozmieszczenia w przestrzeni trójwymiarowej znacząco wzrasta podczas procesu modelowania lub teselacji.